# Johann Konrad Zellweger
Johann Konrad Zellweger (* 4. Dezember 1801 in Teufen; † 1. Juni 1883 in Gais; heimatberechtigt in Trogen) war ein Schweizer Pädagoge und Schulinspektor aus dem Kanton Appenzell Ausserrhoden.

## Leben
Johann Konrad Zellweger war ein Sohn von Adrian Zellweger, Weber, und Katharina Gähler. Im Jahr 1825 heiratete er Anna Madgalena Locher, eine Tochter von Michel Locher.
Nach dem Tod seines Vaters 1802 wuchs Zellweger im Armenhaus in Trogen auf. 1813 kehrte er zur Mutter nach Speicher zurück und trat in die Spinnereifabrik von Johann Caspar Zellweger ein. Dieser ermöglichte ihm die Ausbildung zum Armenlehrer in der Anstalt Philipp Emanuel von Fellenbergs in Hofwil. Dort war er von 1817 bis 1823 ein Schüler von Johann Jakob Wehrli.
Ab 1824 bis 1851 leitete Zellweger die neugegründete Armenschule Schurtanne in Trogen. Er gründete in Gais auf der Rieseren ein eigenes Erziehungsinstitut und wurde 1852 vom Grossen Rat zum Seminardirektor ernannt. Dieses Amt hatte er bis 1866 inne. Ausserdem wirkte er bis 1872 als Schulinspektor. Zellweger war Mitglied der Landesschulkommission und Vorsitzender der kantonalen Lehrerkonferenz sowie des Vereins schweizerischer Armenerzieher.

## Werke
- Der Kanton Appenzell. Land, Volk und dessen Geschichte bis auf die Gegenwart. J. Schläpfer, Trogen 1867.